# Aéroport de Reus
L'aéroport de Reus (code IATA : REU • code OACI : LERS) est un aéroport espagnol situé à Reus, en Catalogne. Il dessert également la ville de Barcelone, jouant le rôle d'aéroport secondaire, notamment pour des compagnies aériennes à bas prix.

## Situation
| \| 100 km1:11 216 000 \| Alicante Almería Andorre Badajoz Barcelone Bilbao Burgos León Castellón · de la Plana Ceuta Gérone Grenade Ibiza Jerez La Corogne Lleida Logroño Madrid Málaga Melilla Minorque Murcie Oviédo Palma de · Majorque Pampelune Reus Sabadell Saint-Jacques Saint-Sébastien Salamanque Santander Saragosse Séville Valence Valladolid Vigo Vitoria |
| 100 km1:11 216 000 |

Voir les Îles Canaries

## Compagnies aériennes et destinations
| Compagnies      | Destinations |
| --------------- | --- |
| EasyJet         | En saison: Londres-Luton,Manchester |
| Jet2.com        | En saison : Belfast, Birmingham, Bristol, East Midlands, Édimbourg, Glasgow, Leeds-Bradford, Londres-Stansted, Manchester,Newcastle                                       |
| Ryanair         | En saison : Birmingham, Charleroi Bruxelles-Sud, Cork, Dublin, East Midlands, Eindhoven, Leeds-Bradford, Liverpool-J.-Lennon, Londres-Stansted, Manchester, Shannon,Weeze |
| TUI Airways     | En saison : Belfast, Birmingham, Bristol, Cork, Dublin,Glasgow, Londres-Gatwick,Manchester, Newcastle,Shannon                                                             |
| TUI fly Belgium | En saison : Bruxelles-National |
| Vueling         | En saison: Paris-Orly |

Actualisé le 19/05/2024

## Accidents et incidents
En juillet 1996, l'aéroport de Reus est la cible d'une explosion à la bombe, un attentat terroriste revendiqué par l'ETA qui fait 33 blessés, dont 4 graves (2 autres bombes explosent peu de temps après dans des hôtels de Cambrils et de Salou).